# Júnior Negrão
Gleidionor Figueiredo Pinto Júnior, meglio noto come Júnior Negrão (Salvador, 30 dicembre 1986), è un calciatore brasiliano, attaccante dello Shenzhen Xin Pengcheng.

## Carriera
Inizia la propria carriera nel Nacional-AM nel 2005. Fino al 2010 milita in varie squadre brasiliane, tra cui il Corinthians, l'Atlético Mineiro e l'América-MG, oltre a una parentesi portoghese nel 2008, al Belenenses. Nel 2010-2011 veste la maglia del Germinal Beerschot, in Belgio, mentre nel 2011 milita nelle file degli svizzeri del Losanna, per poi rientrare in Brasile, dove rimane fino al 2015 cambiando più volte squadra.
Nel 2016 si trasferisce al Muangthong Utd, compagine thailandese come il Pattaya Utd, di cui veste la maglia nello stesso anno. Nel 2017 è al Daegu, squadra sudcoreana. Nel 2018 viene acquistato dall'Ulsan HD, compagine sudcoreana con cui vince l'AFC Champions League 2020, realizzando una doppietta nella finale contro gli iraniani del Persepolis vinta per 2-1, e la classifica dei marcatori del campionato sudcoreano del 2020. Chiude l'esperienza sudcoreana con 110 presenze e 79 reti, di cui 12 in 16 presenze con il Daegu e 67 in 94 presenze con l'Ulsan Hyundai.
Il 24 febbraio 2021 si trasferisce al Changchun Yatai, club cinese.

## Palmarès

### Club

#### Competizioni statali
- Campionato Potiguar: 2

ABC: 2008
América-RN: 2012

#### Competizioni nazionali
- Campeonato Brasileiro Série B: 1

Corinthians: 2008

#### Competizioni internazionali
- AFC Champions League: 1

Ulsan Hyundai: 2020

### Individuale
- Capocannoniere del campionato cinese: 1

2021 (14 reti)